# Кнорринг, Отто Фёдорович
Отто Фёдорович Кнорринг (1759—1812), российский командир эпохи наполеоновских войн, генерал-майор, командующий русской армией во время Финской войны.

## Биография
Родился 7 (18) ноября 1759 года в имении Эрвита, Ревельской губернии (ныне находится в волости Коэру в центральной Эстонии в составе уезда Ярвамаа). Был младшим братом Б. Ф. Кнорринга и К. Ф. Кнорринга, также ставших генералами русской армии.
Начал службу рядовым в Астраханском карабинерном полку в 1769 году стал участником русско-турецкой войны.
В 1774 году произведён в корнеты Казанского кирасирского полка, а в 1779 году назначен обер-аудитором в штаб генерал-аншефа фон Берга.
В 1782 году в чине секунд-майора перешёл в Лубенский лёгкоконный полк, с которым и участвовал во 2-й турецкой войне (1787—1791 годов) — под Измаилом и Бендерами.
В 1794 году сражался под командованием Суворова с поляками во время восстания Костюшко — под Брест-Литовском, Кобылкой и на штурме Праги; за отличие был произведён в подполковники и 26 октября 1794 года награждён орденом Святого Георгия 4-го класса
за отличную храбрость, оказанную против польских мятежников 6 и 8 сентября при Крупчице и Бресте, где он атаковал неприятеля и отбил две пушки.
С 29 октября 1798 года командовал Казанским кирасирским полком, где когда-то был корнетом; 19 декабря 1799 года был произведён в генерал-майоры и назначен шефом полка.
Уволен от службы с чином генерал-лейтенанта и с мундиром 4 марта 1800 года. Спустя 6 лет, 15 марта 1806 года вновь принят на службу прежним чином генерал-майора и принял участие в Войне четвёртой коалиции и русско-шведской войне 1808—1809 годов
Во время Отечественной войны 1812 года командовал 2-й кирасирской дивизией во 2-й Западной армии П. И. Багратиона.
Умер, предположительно в Дорогобуже, 8 (20) августа 1812 года; исключён из армейских списков умершим 19 октября 1812 года. После завершения войны на территории России, останки его были перевезены в Лифляндскую губернию и погребены 22 января 1813 года в Люгдене (Lugden), близ Дерпта — там, где когда-то он сочетался браком с баронессой Фредерикой фон Лёвенвольде.